# Henri Thorsen
Henri Thorsen (Henri Kristian Thorsen; * 19. Oktober 1893 in Kopenhagen; † 4. September 1977 ebd.) war ein dänischer Hürdenläufer, Sprinter, Hochspringer, Weitspringer und Zehnkämpfer.
Bei den Olympischen Spielen 1920 in Antwerpen wurde er Fünfter in der 4-mal-100-Meter-Staffel und erreichte über 110 m Hürden das Halbfinale.
1924 schied er bei den Olympischen Spielen in Paris über 110 m Hürden, über 400 m Hürden und in der 4-mal-100-Meter-Staffel jeweils im Halbfinale aus. 
Neunmal wurde er Dänischer Meister über 110 m Hürden (1916–1924), viermal im Hochsprung (1915, 1917–1919), dreimal im Zehnkampf (1916–1918) und zweimal im Weitsprung (1918, 1919).

## Persönliche Bestleistungen
- 100 m: 11,0 s, 1920
- 110 m Hürden: 15,1 s, 20. Juli 1924, Kopenhagen
- 400 m Hürden: 58,0 s, 6. Juli 1924, Colombes
- Zehnkampf: 6725,76 Punkte, 10. September 1916, Nyborg